# 梅克伦堡-施特雷利茨县
梅克伦堡-施特雷利茨县（Landkreis Mecklenburg-Strelitz）是德国梅克伦堡-前波美拉尼亚州东南部曾经的一个县，县治新施特雷利茨。
在2011年梅克伦堡-前波美拉尼亚州的县改革中，梅克伦堡-施特雷利茨县与周边几个县和新勃兰登堡市合并为梅克伦堡湖区县，县治新勃兰登堡。

## 地理
梅克伦堡-施特雷利茨县北面与代明县和东前波美拉尼亚县，东北面与于克-兰多县，东面和东南面与勃兰登堡州的乌克马克县，南面与勃兰登堡州的上哈弗尔县和东普里格尼茨-鲁平县，西面与米里茨县相邻。新勃兰登堡市位于梅克伦堡-施特雷利茨县的北部。